# 5184 Cavaillé-Coll
5184 Cavaillé-Coll este un asteroid din Sistemul Solar, cu un periheliu de 2.0868457 UA. A fost descoperit pe 16 august 1990 de către astronomul belgian Eric Walter Elst.

## Caracteristici
Asteroidul are o orbită caracterizată de o semiaxă majoră de 2,1564155 UA, o excentricitate de 0,0322618, și înclinarea cu 4,00071° față de ecliptică.
Asteroidul este denumit după constructorul francez de orgi, Aristide Cavaillé-Coll.
1. 1 2 3  JPL Small-Body Database, accesat în 9 noiembrie 2023
2. ↑  Minor Planet Center Database[*] Verificați valoarea |titlelink= (ajutor)